# أحمد محرز
أحمد محرز (11 يونيو 1949 - 21 يوليو 2008 )، ولد من عائلة مصرية عريقة كان والده عميدها، وهو الدكتور الطبيب إسماعيل محرز الذي يعتبر من كبار الأطباء في تاريخ مصر، وكان من أطباء الأسرة الملكية قبل ثورة يوليو. وقد عرفت الدكتور إسماعيل محرز وزوجته شريفة هانم وكانت من رائدات الحركة النسائية في مصر،
مثل أحمد محرز في خمسة أفلام سينمائية في 25 عاماً.
أولها «الأقدار الدامية» عام 1976 أول أفلام خيري بشارة الروائية الطويلة.
والأفلام الأربعة الأخرى إخراج يوسف شاهين، وهي:
- عودة الابن الضال.
- إسكندرية ليه.
- حدوتة مصرية.
- سكوت ح نصور.

وقد كان نموذجاً للمثقف عاشق الجمال، ونموذجاً للممثل الهاوي بكل معني الكلمة، بل أنه أعاد أمجاد الهواة في التمثيل وغير التمثيل من الفنون.
ودور أحمد محرز في «عودة الابن الضال» هو أهم أدواره، هذا الفيلم هو المفضل عنده بين أفلام شاهين، أو على حد تعبيره «هذا الحالم العظيم الذي يرحل عن أسرته ليعود لهم بالشمس والقمر، ويخدعه السياسيون والفاسدون فيبني من دون أن يدري عمارات تسقط فوق سكانها في 1967، وعندما يخرج من السجن يكون كل شيء قد مات بموت الزعيم وحلم الثورة، فيعدو في لحظة الغروب وراء الشمس كظل قصير العمر يتلاشي سريعاً في الظلام».

## روابط خارجية
- أحمد محرز على موقع IMDb (الإنجليزية)
- أحمد محرز على موقع الدهليز
- أحمد محرز على موقع قاعدة بيانات الأفلام العربية
- أحمد محرز على موقع ألو سيني (الفرنسية)
- أحمد محرز على موقع كينوبويسك (الروسية)